# Coraciae
In de Sibley-Ahlquist taxonomie van de vogels is de Coraciae een groep die de scharrelaarvogels en trogons omvat. Deze groep bestaat uit drie subgroepen: Galbulimorphae, Bucerotimorphae en Coraciimorphae.